# Rybiczyzna
Rybiczyzna – wieś sołecka w Polsce położona w województwie mazowieckim, w powiecie lipskim, w gminie Rzeczniów.
W latach 1975–1998 miejscowość administracyjnie należała do województwa radomskiego.
Z Rybiczyzny pochodzi Mieczysław Róg-Świostek, polski podpułkownik, dziennikarz, historyk, polityk, poseł na Sejm PRL, członek Rady Państwa.
Wierni Kościoła rzymskokatolickiego należą do parafii św. Mikołaja w Grabowcu.